# هولستيبرو
هولستيبرو (بالإنجليزية: Holstebro)‏ مدينة في الدنمارك. يبلغ عدد سكان المدينة 36,199 نسمة (1 يناير 2018).

## شخصيات بارزة من المدينة
- كارل جنسن (1851–1933)، رسام دنماركي.
- ينس رود (مواليد 1970)، صحفي وسياسي دنماركي.
- ارمي دورنر (مواليد 1978)، ممثلة دنماركية.
- أنطون أندرسن (مواليد 1972)، لاعب رماية دنماركي.
- بو هانسن (مواليد 1972)، لاعب كرة قدم دنماركي.
- مورتن سكوبو (مواليد 1980)، لاعب كرة قدم إسباني دنماركي.

## مدن شقيقة
- زفولن، سلوفاكيا.
- براشوف، رومانيا.
- ألتيا، إسبانيا.
- كاركيلا، فنلندا.
- ميرسن، هولندا.
- شكوفجا لوكا، سلوفينيا.
- مارساسكالا، مالطا.
- بريناي، ليتوانيا.
- بروزة، اليونان.
- باد كوتستينغ، ألمانيا.
- تريافنا، بلغاريا.
- سيغولدا، لاتفيا.

## أعلام
- فين راسموسن
- ارمي دورنر
- بو هانسن
- ثورا دوجارد
- أنطون أندرسن
- كارل جنسن